# 5071 Schoenmaker
Az 5071 Schoenmaker (ideiglenes jelöléssel 3099 T-2) a Naprendszer kisbolygóövében található aszteroida. Cornelis Johannes van Houten,  Ingrid van Houten-Groeneveld,  Tom Gehrels fedezte fel 1973. szeptember 30-án.